# Bataille de Goliad
 (septembre 2017).
Si vous disposez d'ouvrages ou d'articles de référence ou si vous connaissez des sites web de qualité traitant du thème abordé ici, merci de compléter l'article en donnant les références utiles à sa vérifiabilité et en les liant à la section « Notes et références ».
Révolution texane
Batailles
- Gonzales
- Concepción
- Grass Fight
- Béxar
- San Patricio
- Agua Dulce
- Fort Alamo
- Refugio
- Coleto
- San Jacinto

La bataille de Goliad opposa les soldats mexicains aux rebelles texans dans le cadre de la révolution texane. Elle eut lieu dans la matinée du 10 octobre 1835 au presidio de La Bahia (en), dans les environs de Goliad (Texas). Ce dernier abritait l’une des deux grandes garnisons du Texas mexicain et se trouvait entre San Antonio et le port de Copano Bay.
Après la victoire des Texans à la bataille de Gonzales, le capitaine George Collingworth accompagné d'hommes[Combien ?] marcha à la rencontre du général mexicain Martín Perfecto de Cos (en). Ils attaquèrent la garnison de Goliad commandée par le colonel Juan López Sandoval, qui finit par se rendre. La bataille fit un mort et sept blessés parmi les Mexicains, contre un blessé parmi les Texans. Ces derniers renvoyèrent les soldats mexicains et confisquèrent les provisions, les armes et les munitions qui furent envoyées pour servir au siège de Béxar.